# Phragmidium constrictosporum
Phragmidium constrictosporum är en svampart som beskrevs av G.F. Laundon 1976. Phragmidium constrictosporum ingår i släktet Phragmidium och familjen Phragmidiaceae.   Inga underarter finns listade i Catalogue of Life.